# Wind River Range

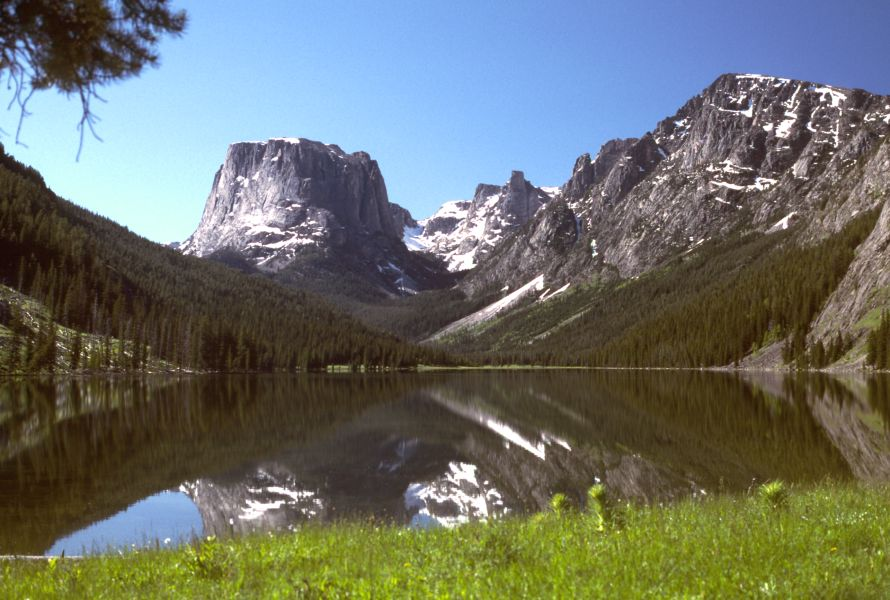
Green Lakes och Squaretop Mountain.

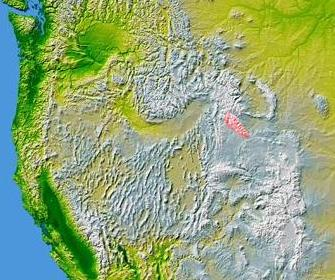
Wind River Range rödmarkerad på en topografisk karta över västra USA.

Wind River Range är en bergskedja i västra Wyoming i USA. Den utgör en del av centrala Klippiga bergen och löper omkring 160 kilometer i nordvästlig-sydostlig riktning. Bergskedjans kam utgör en del av den nordamerikanska vattendelaren och skiljer därmed vattnet som rinner österut mot Atlanten via Wind River från vattnet som rinner åt sydväst mot Stilla havet via Green River.
De flesta av Wyomings högsta berg ligger i Wind River Range, inklusive den högsta toppen Gannett Peak (4 209 meter över havet).
Naturreservaten Shoshone National Forest, på den östra sidan om bergen, och Bridger-Teton National Forest, på den västra sidan, ligger i Wind River Range. Delar av bergskedjan tillhör också Wind Rivers indianreservat.